# Conflitto libanese del 2007
Il conflitto libanese del 2007 è stato una serie di scontri armati sul suolo libanese, iniziato con gli scontri tra Fath al-Islam, una organizzazione terroristica islamica e le Forze armate libanesi (LAF - Lebanese Armed Forces) il 20 maggio 2007 nel campo profughi di Nahr al-Bared, vicino a Tripoli.
I combattimenti di Nahr el-Bared si propagano a Ain al-Hilweh, un altro campo di rifugiati collocato nel sud del Libano; in concomitanza altri attacchi terroristici dinamitardi vengono effettuati anche nei dintorni di Beirut, coinvolgendo anche personale delle Nazioni Unite, proseguendo fino all'inizio di settembre; il 7 settembre le forze armate libanesi dichiararono la cessazione delle ostilità con la repressione della minaccia.
Secondo un bilancio 446 persone (tra i quali 168 soldati e 226 militanti) sono morte durante gli scontri, durati in totale 105 giorni, con l'uso di artiglieria ed elicotteri da parte delle forze di sicurezza libanesi. Inoltre tra i 400 e i 500 soldati sono rimasti feriti e più di 215 militanti sono stati catturati. Vittime di attentati terroristici sono stati anche 12 civili libanesi e 6 soldati delle Nazioni Unite. Durante i combattimenti nel campo profughi e a Tripoli sono rimasti uccisi 54 civili, di cui 47 palestinesi. Tra i Palestinesi ospiti dei campi, 31.000 si sono rifugiati in altri campi del Paese. Tra i caduti l'ufficiale libanese Sobhi Al Akoury, a cui è dedicata un'associazione che aiuti gli orfani libanesi fondata dalla vedova del caduto.